# Dylan Thomas

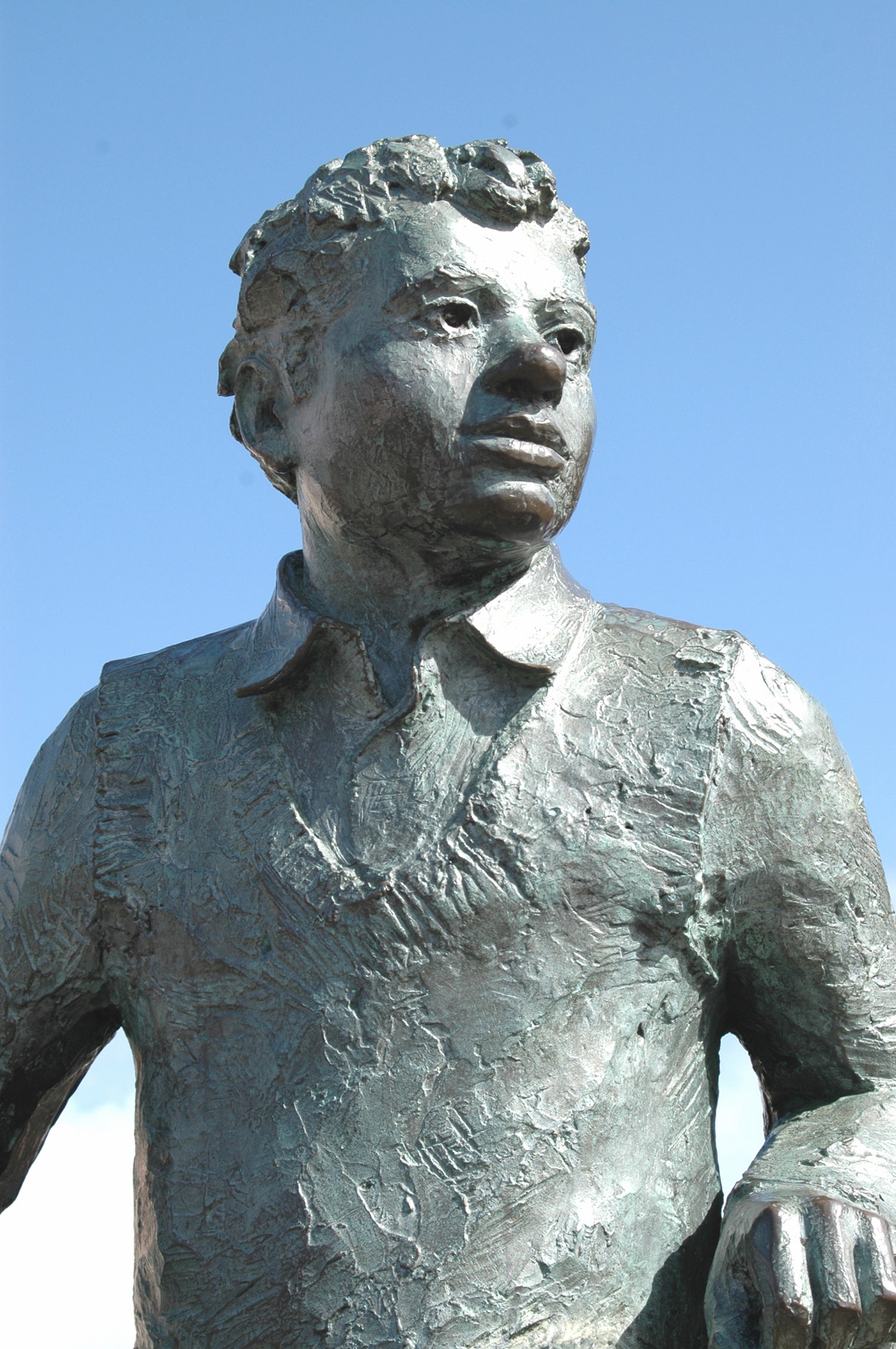
Dylan-Thomas-Denkmal, Maritime Quarter, Swansea, von John Doubleday

Dylan Marlais Thomas (* 27. Oktober 1914 in Swansea, Wales; † 9. November 1953 in New York City) war ein walisischer Dichter und Schriftsteller. Thomas schrieb Gedichte, Essays, Briefe, Drehbücher, autobiographische Erzählungen und ein Theaterstück: Under Milk Wood (Unter dem Milchwald), sein Hauptwerk, das als Radio-Hörspiel 1954 postum mit dem Prix Italia ausgezeichnet wurde.

## Leben

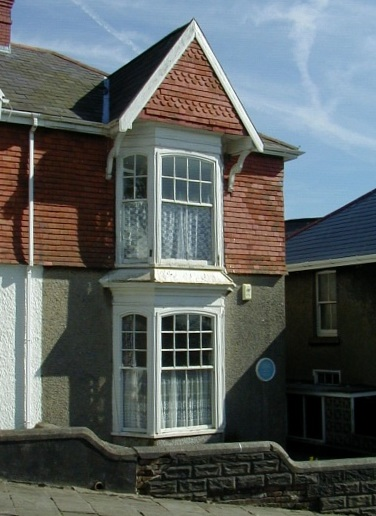
Geburtshaus, Swansea

Dylan Thomas war das zweite Kind des Gymnasiallehrers David John Thomas und dessen Frau Florence Williams. Er wurde „in eine Tradition geboren, in der die Bibel, Predigtsammlungen und die walisischen Klassiker die Literatur waren und die Chapel die Unterhaltung am Sonntag. Man achtete Prediger und Dichter.“ Bereits im Alter von vier Jahren lernte er Gedichte von Shakespeare auswendig und mit acht Jahren schrieb er selbst seine ersten Gedichte. Mit elf Jahren veröffentlichte er einige Gedichte in der Schülerzeitung seines Gymnasiums, das er 1931 vorzeitig verließ, um sich zwei Jahre als Journalist bei der Tageszeitung South Wales Daily Post in Swansea zu verdingen. Anschließend widmete er sich dem Londoner Bohèmeleben und seiner anderen Leidenschaft, dem Alkohol.
1934 erschien seine erste Gedichtsammlung in London: 18 Poems, mit denen er die Aufmerksamkeit von Edith Sitwell erregte. Diese frühen Gedichte weisen eine strenge metaphorische Logik auf und kreisen um „die dialektische Einheit von Leben oder Sexualität und Tod“. Eine Vorlage für seine poetischen Bilder und Metaphern fand Thomas bei William Blake, dessen ambivalente und klangvolle Bilder er zuvor in einem eigenen Wörterbuch zusammengestellt hatte. Die einzelnen Gedichte entstanden aus zahlreichen Vorfassungen, die er gleichermaßen in kleinen Wörterbüchern sammelte.
1937 hatte er seine erste Rundfunkaufnahme bei der BBC. Im selben Jahr heiratete er die Tänzerin Caitlin MacNamara (* 8. Dezember 1913, † 1. August 1994), mit der er drei Kinder hatte. Er war ein überzeugter Kriegsgegner und entging dem Kriegsdienst, indem er volltrunken zur Musterung erschien und krankheitshalber freigestellt wurde. Als Dichter und Schriftsteller war Dylan Thomas sehr erfolgreich, wohingegen er unfähig war, mit Geld umzugehen. Während es seiner Familie ständig am Nötigsten fehlte, opferte er alles Geld seinem Alkoholismus.

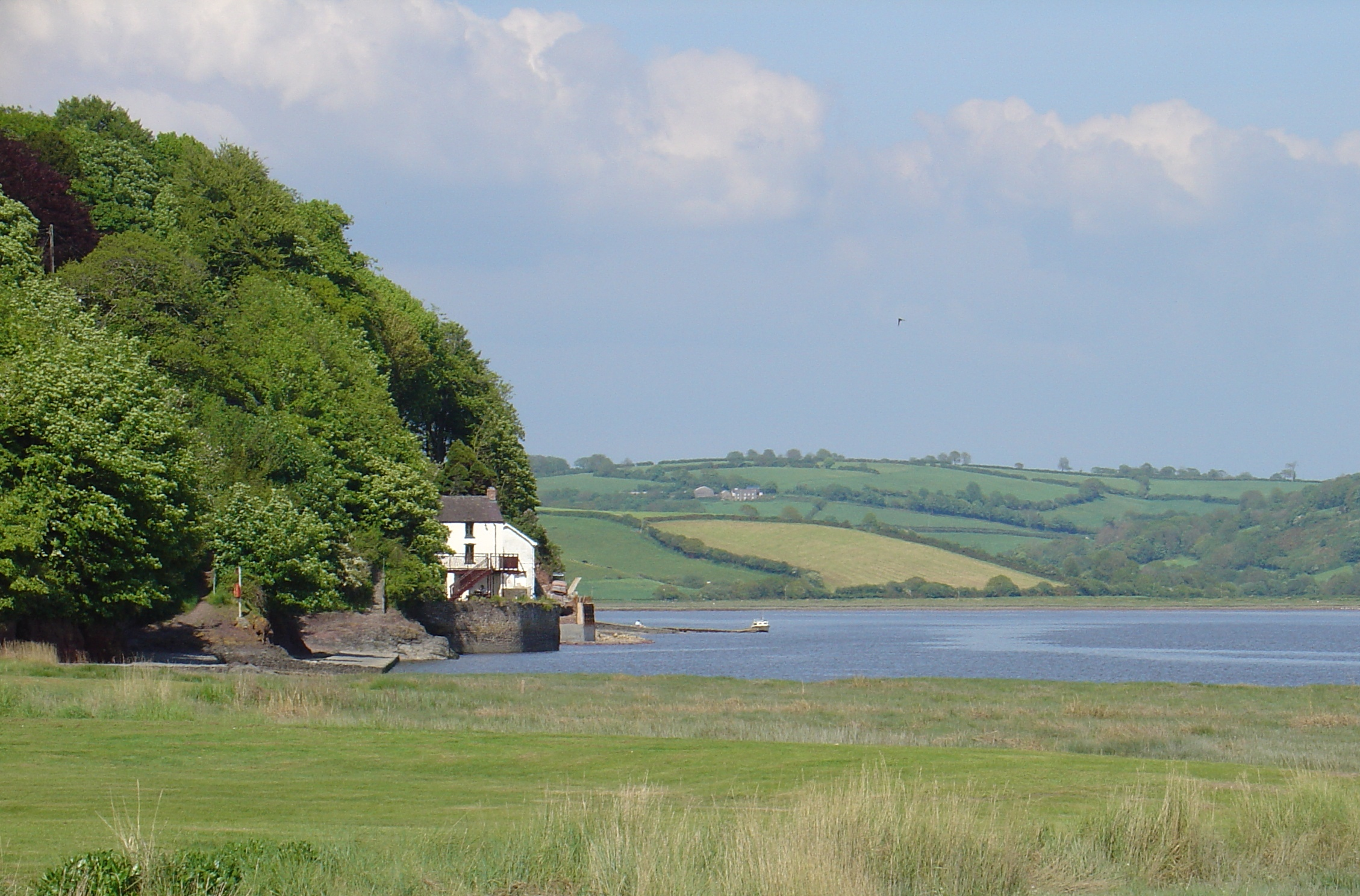
Boathouse der Familie Thomas in Laugharne, 2007

Mit Rebecca’s Daughters versuchte er, ein Drehbuch zu schreiben, das sich wie ein Roman lesen lässt.
Von 1949 bis zu seinem Tod im Jahre 1953 lebte Thomas mit seiner Familie in einem notdürftig umgebauten, zweistöckigen Bootsschuppen an der Flussmündung des Tâf beim südwalisischen Fischerdorf Laugharne. Laugharne war dabei Vorbild für den fiktiven Ort Llareggub aus dem in dieser Zeit entstandenen Stück Unter dem Milchwald. Um in Ruhe weiterhin Gedichte schreiben zu können, suchte er dafür den kleinen Erker auf der Burgmauer des verfallenen Laugharne Castle an der Küste auf.
Thomas wurde von dem Literaten John Malcolm Brinnin zu Lesereisen in die USA eingeladen. Er stieg zuerst im Künstlerhotel Chelsea Hotel im New Yorker Greenwich Village ab, was er bei allen vier USA-Reisen tat. Auf seiner dritten Vortragsreise mit eigenen Gedichten durch die USA wurde er um ein Libretto für eine Oper von Igor Strawinsky gebeten, der einen Text von dem „besten lebenden Schriftsteller“ haben wollte. Dazu sollte es nicht mehr kommen; Thomas starb an einer Lungenentzündung, die er wegen seiner Alkoholexzesse nie auskurieren konnte. Thomas wurde in Laugharne beigesetzt.
Obwohl einige wenige seiner Gedichte, wie etwa Do not go gentle into that good night, in nahezu allen Anthologien im englischsprachigen Raum vertreten sind, nimmt Thomas dennoch eher eine Außenseiterrolle unter den britischen Lyrikern des 20. Jahrhunderts ein.

## Werke und Werkausgaben

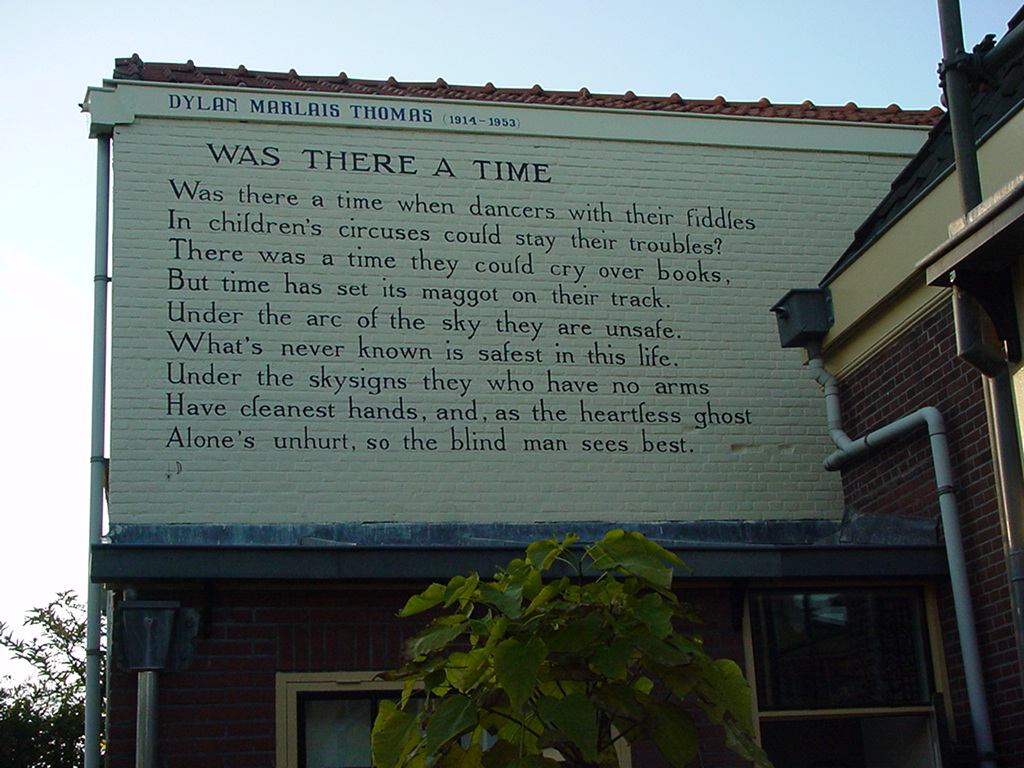
Gedicht Was there a time an einem Haus in Leiden

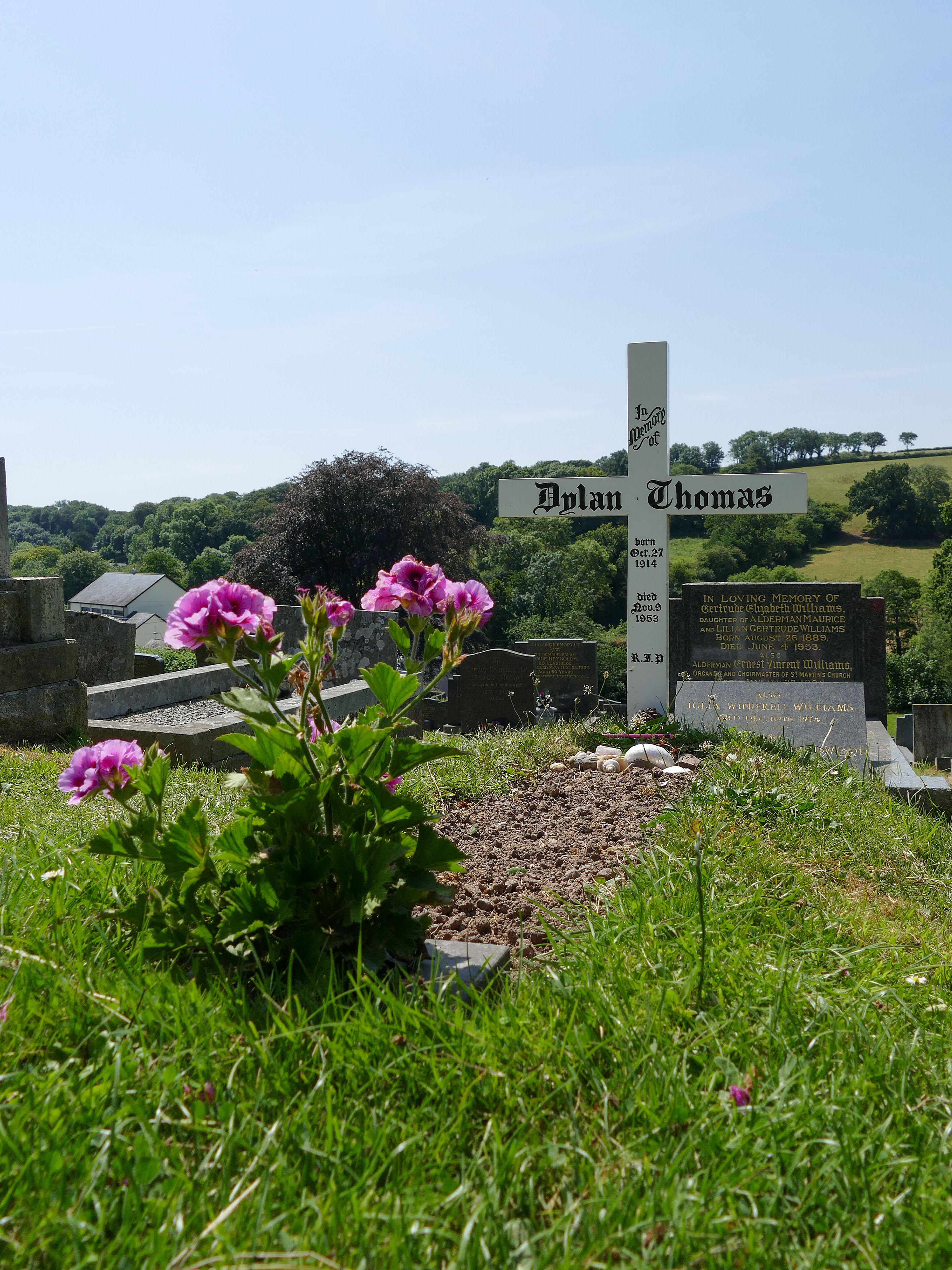
Dylan Thomas’ Grab auf dem Friedhof von Laugharne

### Englisch
- Walford Davies, Ralph Maud (Hrsg.): Collected Poems 1934–1953. Dent, London 1998. (Folgt Thomas’ eigener thematischer Anordnung seiner Gedichte)
- John Goodby (Hrsg.): The Collected Poems of Dylan Thomas: The New Centenary Edition. Weidenfeld and Nicolson, London 2014. (Erweiterte Ausgabe, kommentiert und in chronologischer Anordnung)
- The Collected Stories. Dent, London 1983.
- Early Prose Writings. Hrsg.: Walford Davies. Dent, London 1971.
- Quite Early One Morning. Dent, London 1954.
- Dylan Thomas reading. (Unter diesem Titel veröffentlichte Caedmon einige Lesungen eigener Werke von 1952/53).
- Selected Letters. Dent, London 1966.

### Deutsch
- Unter dem Milchwald. Ein Spiel für Stimmen. Reclams Universal-Bibliothek 7930, Ditzingen 1998, ISBN 3-15-007930-6 (Originaltitel: Under Milk Wood. Übersetzt von Erich Fried, erste deutschsprachige Auflage: Drei Brücken Verlag, Heidelberg 1954).
- Die Befragung des Echos. Frühe Erzählungen und Aufsätze. Mit Anmerkungen und Nachwort. Übersetzung Erich Fried, Detlev Gohrbandt, Klaus Martens (= Dylan Thomas: Ausgewählte Werke in Einzelausgaben. Hrsg. Klaus Martens. Band 1). Carl Hanser, München 1991, ISBN 978-3-446-15083-6; S. Fischer, Frankfurt 1995, ISBN 3-596-11361-X.
- Windabgeworfenes Licht. Gedichte Englisch-Deutsch. Mit Anmerkungen, Vor- und Nachwort. Übersetzung Reinhard Paul Becker, Erich Fried, Klaus Martens u. a. (= Dylan Thomas: Ausgewählte Werke in Einzelausgaben. Hrsg. Klaus Martens. Band 2). Carl Hanser, München 1993, ISBN 3-446-15080-3; S. Fischer, Frankfurt 1995, ISBN 3-596-11362-8.
- Porträt des Künstlers als junger Hund. Autobiographische Erzählungen. Mit Anmerkungen und Nachwort. Übersetzung Klaus Martens, Erich Fried u. a. (= Dylan Thomas: Ausgewählte Werke in Einzelausgaben. Hrsg. Klaus Martens. Band 3). Carl Hanser, München 1994, ISBN 3-446-15084-6; S. Fischer, Frankfurt 1995, ISBN 3-596-11363-6.
- Unter dem Milchwald, Texte für Stimmen: Ausgewählte Briefe. Mit Anmerkungen und Nachwort. Übersetzung Erich Fried, Klaus Martens, Margit Peterfy (= Dylan Thomas: Ausgewählte Werke in Einzelausgaben. Hrsg. Klaus Martens. Band 4). Carl Hanser, München 1996, ISBN 3-446-15085-4; S. Fischer, Frankfurt 1999, ISBN 3-596-11364-4.
- Gedichte. Ausgewählt von Raoul Schrott, Siegfried Völlger und Michael Krüger. Aus Klaus Martens, Hrsg., Teilübersetzung. Windabgeworfenes Licht. Carl Hanser, München 1999, ISBN 3-446-19713-3.

## Adaptionen
- Der britische Schriftsteller, Historiker und Regisseur Andrew Sinclair inszenierte mit Richard Burton, Peter O’Toole und Elizabeth Taylor einen Spielfilm Unter dem Milchwald, der 1972 in die Kinos kam.
- seit 1996 wird das Stück Unter dem Milchwald als ein Spiel für Stimmen in der deutschen Nachdichtung von Erich Fried, Stuttgart 1971 und nach einer Idee, Inszenierung und Bühnenbild von Jürgen Heidenreich (†︎) in dem Brandenburger Strassen- und Kulturdorf Netzeband als ein Figurentheater mit überlebensgroßen Figuren aufgeführt. An der Aufführung sind ca. 15 Puppenspieler (oder Figurenführer) beteiligt. Die „kleinen“ Menschen der Stadt Llareggub erhalten so eine andere, neue Dimension. www.Theatersommer-Netzeband.de
- Der deutsche Komponist Walter Steffens schrieb von 1968 bis 1972 die 1973 an der Hamburgischen Staatsoper uraufgeführte Oper Unter dem Milchwald.
- Kathrin Uthe: Illustrationen mit verschiedenen visuellen Medien zu dem Hörspiel „Unter dem Milchwald“ von Dylan Thomas, Berlin 1987, OCLC 916132543 (Diplomarbeit Hochschule der Künste Berlin 1987, 78 Seiten, zahlreiche Illustrationen).
- Die Theaterregisseurin Bettina Bruinier inszenierte Unter dem Milchwald 1998 an der Bayerischen Theaterakademie August Everding.
- 2004 veröffentlichte Michael Hansonis ein vielgelobtes Album Drink And Drive With Dylan Thomas mit vertonten Texten Thomas’.
- Akos Banlaky vertonte 2006 Under Milk Wood. Das Tiroler Landestheater Innsbruck präsentierte die Uraufführung.

## Hörspiele
- 1954: Unter dem Milchwald, Übersetzung und Bearbeitung: Erich Fried,  Regie: Fritz Schröder-Jahn, Komposition: Siegfried Franz. Produktion: NWDR.
- 1969: Unter dem Milchwald, Übersetzung: Erich Fried; Bearbeitung: Christoph Buggert; Regie: Raoul Wolfgang Schnell, Produktion: BR/WDR.
- 1984: Rebeccas Töchter, Übersetzung:   Wulf Teichmann, Regie: Otto Düben, Produktion: SDR/WDR.
- 1989: Unter dem Milchwald, Übersetzung: Erich Fried, Regie: Fritz Göhler, Komposition: Joachim Schmutzler, Produktion: Rundfunk der DDR (Funkhaus Berlin)
- 2003: Unter dem Milchwald, Bearbeitung und Regie: Götz Fritsch, Komposition: Peter Kaizar, Produktion: MDR.
- 2006: Ünner den Melkwoold. Ein Spiel für Stimme, Niederdeutsche Fassung. Übersetzung: Hartmut Cyriacks, Peter Nissen, Bearbeitung: Jochen Schütt, Regie: Hans Helge Ott, Komposition: Serge Weber, Produktion: RB/NDR.
- 2023: Unter Milch Wald Kreuzberg von Brezel Göring nach einer Idee von Jacek Slaski. Übersetzung: Brezel Göring & Stefanie Mousa, Komposition: Brezel Göring, Produktion: RBB.

## Filme und Theaterstücke über Dylan Thomas
- Set Fire to the Stars. Spielfilm, Großbritannien, 2014, 97 Min., Drehbuch: Andy Goddard und Celyn Jones, Regie: Andy Goddard, mit Celyn Jones als Dylan Thomas, Elijah Wood als John Malcolm Brinnin und Kelly Reilly als Caitlin Thomas, geb. MacNamara.
- Dylan Thomas – Dichter mit Treibstoff Alkohol. Dokumentarfilm, Deutschland, 2009, 52 Min., Regie: Tom Krausz, Produktion: Nummer 31, WDR, arte, Erstsendung: 31. Januar 2010, Text und Sprecherin: Elke Heidenreich, Inhaltsangabe von arte.
- Dylan Thomas – Return Journey. Spielfilm, Großbritannien, 1990, 60 Min., Regie: Anthony Hopkins, Produktion: Guerilla Films, mit Bob Kingdom als Dylan Thomas, Besprechung: Return Journey.[7]
- The Edge of Love – Was von der Liebe bleibt. Spielfilm, Großbritannien, 2008, 110 Min., Drehbuch: Sharman Macdonald, Regie: John Maybury, u. a. mit Matthew Rhys als Dylan Thomas, Keira Knightley als Vera Phillips und Sienna Miller als Caitlin MacNamara.
(Das Filmdrama schildert Thomas’ Dreiecksbeziehung während des Zweiten Weltkriegs.)
- Dylan Thomas. Dokumentar-Kurzfilm, Großbritannien, 1962, 30 Min., mit Richard Burton als Erzähler, Oscar 1963 als bester Dokumentar-Kurzfilm
- Leon Pownall: Do Not Go Gentle. Ein-Mann-Stück über das Leben von Dylan Thomas.

## Tonträger
- Unter dem Milchwald. Übersetzt von Erich Fried, Musik: Peter Kaizar. Regie: Götz Fritsch, mit Harry Rowohlt, Boris Aljinovic, Hilmar Thate, Irm Hermann, Ursula Karusseit, Ulrike Krumbiegel, Winfried Glatzeder, Fritz Lichtenhahn, Gerd Baltus, Gudrun Ritter, Karin Gregorek, Herbert Fritsch, Käthe Reichel, Stefan Wigger, Klaus Herm, Sophie Rois, Margit Bendokat, Carmen-Maja Antoni, Horst Hiemer, Hans-Joachim Hegewald, Klaus Manchen, Martin Seifert, Thomas Neumann u. a., Produktion: MDR. DHV – Der Hörverlag 2005, 2 CDs, ISBN 978-3-89940-492-0.
- Dylan Thomas: Lyrik, Biografie. Produktion: Lit.cologne, WDR. Vorgestellt von Elke Heidenreich. Rezitation: Raoul Schrott und Hannelore Elsner. Songs: Michael Hansonis. Westdeutscher Rundfunk, Random House Audio, Köln 2004, 1 CD, Beiheft, 8 S., ISBN 3-89830-701-8.
- Under Milk Wood. Großbritannien, 2003/2013, Regie: George Martin (Beatles-Produzent), Produktion: EMI, 2 CDs, u. a. mit Anthony Hopkins, Mary Hopkin, Tom Jones, Mark Knopfler, Bonnie Tyler und dem London Welsh Male Voice Choir, EMI Classics Catalog # 5851572.

## Widmungen

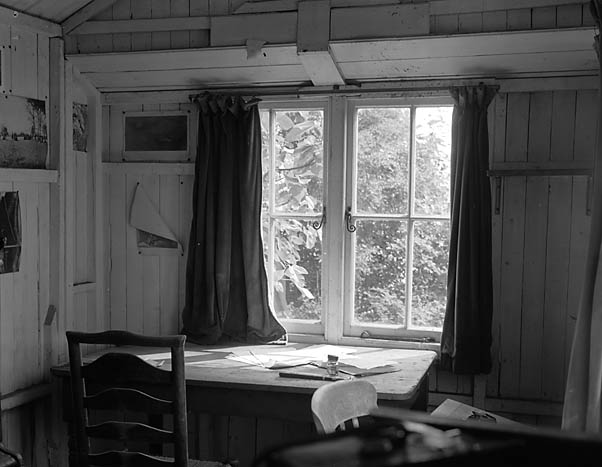
Thomas’ Schreibtisch, Boathouse, Laugharne, 1955

- Igor Strawinsky komponierte im Jahr nach Thomas’ Tod das Stück In memoriam Dylan Thomas für Tenor, Streichquartett und vier Posaunen.
- Johannes Bobrowski verfasste im Mai 1959 ein Gedicht mit dem Titel „Dylan Thomas“,[8] das in seinem ersten Gedichtband Sarmatische Zeit 1961 veröffentlicht wurde.[9]
- Pianist Stan Tracey schrieb, nachdem er mehrfach die Hörspielversion von Under Milk Wood gehört hatte, für sein Quartett die Jazzsuite Under Milk Wood, die er 1965 auf dem gleichnamigen Album einspielte.
- John Cale vertonte 1989 mit Orchestermusik die Words for the Dying in seinem gleichnamigen Album.
- Thomas’ Gedicht Do not go gentle into that good night ist ein Leitmotiv des Science-Fiction-Films Interstellar (2014) und Titel des Filmdramas That Good Night (2017).
- Günter Kunert veröffentlichte 1992 ein Gedicht mit dem Titel „Hommage à Dylan Thomas“, in: Neue Rundschau. 103. Jg., 1992, Heft 1, S. 119.
- 2015 wurde ein Asteroid nach ihm benannt: (13130) Dylanthomas.